# أندريس أمايا
أندريس أمايا (بالإسبانية: Andrés Felipe Amaya)‏ (24 أبريل 2001 في كولومبيا - ) هو لاعب كرة قدم كولومبي في مركز مهاجم ‏.

## وصلات خارجية
- أندريس أمايا على موقع قاعدة بيانات كرة القدم.إي يو (الإنجليزية)
- أندريس أمايا على موقع Soccerway.com (الإنجليزية)